# Eccica-Suarella
Eccica-Suarella település Franciaországban, Corse-du-Sud megyében. Lakosainak száma 1369 fő (2022. január 1.). Eccica-Suarella Bastelica, Bastelicaccia, Cauro, Ocana és Tolla községekkel határos.

## Népesség
A település népességének változása:
| Lakosok száma | 313  | 503  | 570  | 834  | 1104 | 1130 | 1179 | 1295 | 1353 | 1369 |
|               | 1968 | 1982 | 1990 | 2006 | 2013 | 2015 | 2017 | 2019 | 2020 | 2022 |